# 関隆志
関 隆志（關 隆志、せき たかし、1939年（昭和14年）2月16日 - 2023年3月16日）は、日本の古典考古学者。位階は従四位。大阪市立大学名誉教授。
京都府京都市生まれ。国際基督教大学（学士）、ドイツのルール大学ボーフム（Dr. Phil.）。幾何学様式時代からヘレニズム末までのギリシャ陶芸・建築・彫刻、及び、ローマ帝政期美術に関する古典考古学で、欧米を中心に活動する。
1987年アテネ考古学協会Archaeological Society of Athens名誉会員。1991年『古典古代神話図像学事典』(Lexicon Iconographicum Mythologiae Classicae) 国際科学委員会委員。1997年ドイツ国立考古学研究所Deutsches Archäologisches Institut客員会員。

## 経歴
京都府京都市出身。兵庫県立西宮高等学校卒業。国際基督教大学教養学部語学科に入学。語学科、社会科学科、人文科学科で学び、207単位を修得して卒業。関によれば、ICUの3学科での経験は、主専攻科目1、副専攻2科目の履修を課したルール大学ボーフムで役立ったとのこと。1969年から国際会議同時通訳（日⇔英）の後、1970年10月にルール大学ボーフム大学院へ留学。1975年10月から同考古学研究所副手。
ボーフム大学ではアンドレエ教授（Prof. Dr. Bernard Andreae）、フィツチェン教授（Prof. Dr. Klaus Fittschen）、シュトロッカ教授（Prof. Dr. Volker M. Strocka）の下でミケーネ時代からローマ時代晩期まで、古典考古学（Klassische Archäologie）全般について学ぶ。1978年に博士論文 "Untersuchungen zum Verhältnis von Gefässform und Malerei attischer Schalen"（「アッティカ杯の形状と装飾画の相関関係の考察」）を書き上げ、口頭試問 (Rigorosum) を受けてDoktor der Philosophieを1978年2月に取得。
1978年5月にドイツ国立考古学研究所（Deutsches Archäologisches Institut）の出版助成金(満額)を受けて博士論文（ドイツ語）を刊行することになる。関は研究調査旅行奨学金（Reisestipendium）の支給も受け、ベルリン、ミュンヘン等のドイツ国内の博物館、英国、フランス、ギリシャ等6か国14都市の主要博物館において、アッティカ杯431作品を調査する。著作Untersuchungen zum Verhältnis von Gefässform und Malerei attischer Schalen (ISBN 3-7861-1285-1) はGebr. Mann Verlagから1985年3月に出版される。
1979年11月に博士論文出版原稿をベルリンのマン兄弟出版社に手渡して帰国。翌1980年4月から関西学院大学大学院で「西洋考古学特殊講義」を担当（非常勤講師）。同じく神戸女学院大学、島根大学でも非常勤講師を務める。1981年4月大阪市立大学文学部講師、1982年4月同助教授、1987年4月同教授。2001年4月同文学研究科教授。2002年名誉教授。
2023年3月16日、死去した。84歳没。死没日付をもって従四位に叙され、瑞宝小綬章を追贈された。

## 研究

### ギリシャ陶芸
- 古代ギリシャの尺度の存在を陶芸に発見。古代アッティカ杯431作品を実測した結果、ドーリス尺とアテネ尺が用いられていた事実を発見する [6]。
- アッティカ杯に1：0.38の比率の存在を発見。関は当初この比を黄金分割と考える[7]。
- アッティカ杯の1：0.38の比率をThe Magic Section（魔除けの分割）と名付ける [8]。
- アッティカ杯内面画（ボストン博物館所蔵）の絵師が左手に持つ道具を、筆先を整えるための小型のパレットと特定する [9]。

### ギリシャ建築
- 紀元前480年に建設途中で破壊された、古パルテノン神殿の柱高を推定する[10]。
- パルテノン神殿の本体構造をエルギン卿が破壊した事実を検証する[11]。
- パルテノン神殿とプロピュライアが平行軸上にあることを発見し、設計に込められたペリクレスの政治上の意図と信仰について検証する[12]。
- シンポジウムの語源である「シュンポシオン（饗宴）」が催された、「アンドロン（男部屋）」（andron）の規模を推定する[13]。

### ギリシャ彫刻
- ローマ帝政期の模作「ドリュフォロス（槍を担う男）」を例に、ローマン・コピーの製作法と正確さを検証する [14]。
- パルテノン神殿東フリーズで、神々と英雄が占める「神話的空間」と古代アテネ市民が占める「世俗的空間」が峻別されている事実を発見する[15]。

### 歴史考察
- 民主政成立期（前500年頃）におけるアテネ陶工の、市民としての意識変化を検証する[16]。

### 国際学会発表
- 1982年にバーゼルで半世紀ぶりに開催された「バーゼル国際パルテノン会議」（Parthenon Kongress-Basel）に、アジアから唯一人招待されて発表する[17]。

- 5年ごとに開催される国際古典考古学大会において、1983年の第12回アテネ大会[18]、1988年の第13回ベルリン大会[19]、2003年の第16回ボストン大会[20]、そして2013年の第18回メリダ（スペイン）大会[21]で発表する。

- アムステルダムで1984年9月に開かれた第2回「古代ギリシャ及び関連地域陶芸に関する国際シンポジウム」（2nd Symposium on Ancient Greek and Related Pottery）[22]、同じく1987年8月のコペンハーゲンでの第3回シンポジウムで発表する[23]。

- 2003年12月北京大学世界歴史学科設立40周年記念国際学術シンポジウム「世界歴史中的延続与断裂」に招かれて発表。

### 国際会議出席
- 1983年9月にアテネで開催された第2回「国際アクロポリス文化財修復会議」に、主催者メリナ・メルクーリ文化大臣(当時)の招聘を受けて、アジアからただ一人、出席する[24]。以来2013年12月の第6回会議まで連続して招かれ [25]、第6回会議では一般人にも分かりやすい文化財修復と20世紀初頭以来発掘現場状態のまま放置されているアクロポリスの環境改善、及びバリアフリー化の促進を提案する。

- 西洋古典学研究史上最大の出版物の一つとされる、『古典古代神話図像学事典（Lexicon Iconographicum Mythologiae Classicae）』の国際科学者委員会の日本代表委員に選出され、1991年5月にパリのアカデミーで開催された会議以降、1993年5月にテサロニケ大学(ギリシャ)、1997年5月にキオス島(ギリシャ)で開催された会議に出席する。

### 国際シンポジウム主催
- 大阪市立大学国際学術シンポジウム組織委員長として、国際学術シンポジウム「都市と文化財-アテネと大阪」を1996年10月6日から3日間、大阪市立大学において開催し[26]、日本における文化財保存の研究者と、ギリシャ、イギリス、ドイツからアクロポリス文化財保存の研究者10人を招待する。

### 展覧会開催
- 上記国際シンポジウムと同時開催で、1996年9月25日から10月15日まで「世界文化遺産アクロポリス展」を旧大阪市立博物館で開催する [27]。

### エピソード
- オリュンピア等の調査のためにドイツ国立考古学研究所に長期滞在していた関は、1994年3月10日に行われたメリナ・メルクーリの国葬に参加し、「彼女には古代から続くギリシャ文化の化身のような雰囲気があった。国葬の行われる前日、アテネは風が冷たく、久しぶりに雨に見舞われた。あたかも天空神ゼウスが娘の死を悼むかのようであった。」と締めくくるメリナ・メルクーリへの追悼文を朝日新聞に寄稿する[28]。

- スポーツ好きの関はオリュンピア遺跡を良く訪ね、古代オリンピックの歴史と競技について資料を収集しており、その関係で2004年1月放映のテレビ番組「トリビアの泉」（No. 311）で、「古代オリンピックの選手は全員全裸で競技をしていた」と解説する。

## 略歴
- 1981年 - 大阪市立大学文学部講師
- 1982年 - 同助教授
- 1987年 - 同教授
- 2001年 - 同文学研究科教授
- 2002年 - 同定年退職
- 2002年 - 大阪市立大学名誉教授
- 2002年 - 宝塚造形芸術大学教授
- 2009年 - 同特任教授
- 2011年 - 同退職
- 1979年-2014年3月まで非常勤講師として大阪大学大学院、金沢大学、関西学院大学大学院、京都大学大学院、神戸女学院大学、神戸大学、島根大学、同志社大学、東北大学大学院において集中講義等を担当

## 著作

### 単著
- Untersuchungen zum Verhältnis von Gefässform und Malerei attischer Schalen, Gebrüder Mann Verlag, Berlin, 1985. (ISBN 3-7861-1285-1)
- 『パルテノンとギリシア陶器』東信堂　1996年 (ISBN 4-88713-203-4 C3371 P2369E)
- 『アッティカ杯‐ギリシア美術の比例と装飾の研究‐』中央公論美術出版　2008年 (ISBN 978-4-8055-0576-2)

### 編訳著
- 『都市と文化財‐アテネと大阪』東信堂　1998年 (ISBN 4-88713-275-1 C3070)

### 共編訳著
- 『ΠΑΡΘΕＮΩＮ・パルテノン・ＰＡＲＴＨＥＮＯＮ』Foundation for Hellenic Culture, Athens, 1996. (ISBN 960-7424-15-8)

### 欧文論文
- ‘Eine neue Schale mit Bogenschützen‘ 1981, Archäologischer Anzeiger, Verlag Walter de Gruyter, Berlin. (ISSN 0003-8105)
- ‘The Relationship between the “Older“ and the “Periclean“ Parthenon ‘ 1984, Parthenon-Kongress Basel, Verlag Philip von Zabern, Mainz. (ISBN 3-8053-0769-1)
- ‘Euphronios and Python, Analytical Studies on the Structure of their Cups‘ 1984, Allard Pierson Series, Vol. 5, Amsterdam. (ISBN 90-71211-07-X)
- ‘Some Notes on the so-called Golden Section‘, 1987, Philia epi eis G. E. Mylonan, Athens.
- ‘Principles of Design in Greek Art‘, 1989, Proceedings of the 12th International Conference of the Classical Archaeology, Athens.
- ‘London E 84, a Trick Cup?‘, 1989, Proceedings of the 3rd Symposium on Ancient Greek and Related Pottery, Copenhagen. (ISBN 0-8774-5291-1)
- ‘Doryphoros – A Critical Study on the Roman Copy‘, 1990, Akten des XIII. Internationalen Kongresses für Klassische Archäologie, Verlag Philipp von Zabern, Mainz, Berlin. (ISBN 3-8053-1099-4)
- ‘Art and Environment in Ancient Athens‘, 2003, Empirical Studies of the Arts, Journal of the International Association of Empirical Aesthetics, Baywood Publishing Company, Amityville, NY. (ISSN 0276-2374)
- ‘The Magic Section: A Discovery‘, 2006, Proceedings of the XVIth International Congress of Classical Archaeology, Oxbow Books, Boston. (ISBN 1-8421-7183-6)
- ‘A Study on Accurate Representation of Athenian Vase-Paintings and a Discovery‘, to be published in 2015, Actas del XVIII Congreso Internacional Arqueologia Clasica – Merida.
- ’The Parthenon, the Propylaia and Pericles ‘, “Herosktistes” (Founder) to be dedicated to Prof. Haralambos Bouras, in print.
- ’Greek Architecture and the Attic Cup’, “Arxitekton” (Architect) to be dedicated to Prof. Manolis Korres, in print.

### 事典
- K. G. Saur社 (München) 刊行のKünstlerlexikon der Antike（『古典古代芸術家事典』）第1巻：Euergidesの項執筆(ドイツ語)、2001年7月。
- 同第2巻：Pamphaiosの項執筆(ドイツ語)、2004年7月。

## 出演

### テレビ出演
- 2004年1月14日（フジテレビ・関西テレビ）トリビアの泉「古代オリンピックの選手は全員全裸で競技をしていた」（解説）
- 2004年8月6日（NHK BS 20:00 - 22:00）BSハイビジョン特集「パルテノン神殿‐美と叡智の宝庫」（案内及び解説）

### YouTube
- 2013年5月16日 xviii ciac merida prof. dr. takashi seki - YouTube